# Ogíjares
Ogíjares település Spanyolországban, Granada tartományban. Ogíjares Armilla, La Zubia, Gójar, Villa de Otura, Alhendín és Granada községekkel határos. Lakosainak száma 15 063 fő (2024).

## Népesség
A település népessége az elmúlt években az alábbi módon változott:
| Lakosok száma | 9156 | 11 324 | 12 040 | 13 119 | 13 345 | 13 681 | 13 718 | 14 160 | 14 559 | 15 063 |
|               | 2001 | 2004   | 2006   | 2009   | 2011   | 2014   | 2016   | 2019   | 2021   | 2024   |